# Hiroshi Yoshino
Hiroshi Yoshino (吉野弘, Yoshino Hiroshi), né à Sakata en  1926 et mort à Fuji le 15 janvier 2014, est un poète japonais.

## Biographie
Il est mort d'une pneumonie dans la nuit du 15 janvier 2014, à l'âge de 87 ans, à Fuji, la Préfecture de Shizuoka.